# Khürmen, Ömnögovi
Khürmen (tiếng Mông Cổ: Хүрмэн) là một sum của tỉnh Ömnögovi ở miền nam Mông Cổ. Vào năm 2009, dân số của sum là 1.796 người.

## Địa lý
Sum có diện tích khoảng 12.393 km2. Trung tâm sum, Tsookhor, nằm cách tỉnh lỵ Dalanzadgad 61 km và thủ đô Ulaanbaatar 614 km.

### Khí hậu
Khürmen có khí hậu hoang mạc. Nhiệt độ trung bình hàng năm trong khu vực là 8 °C. Tháng ấm nhất là tháng 7, khi nhiệt độ trung bình là 28 °C và lạnh nhất là tháng 12, với −15 °C. Lượng mưa trung bình hàng năm là 193 mm. Tháng ẩm ướt nhất là tháng 7, với lượng mưa trung bình là 49 mm, và khô nhất là tháng 2, với 2 mm.

## Kinh tế
Sum có một trường học, bệnh viện và khu dịch vụ.